# Dīmītrios Emmanouīlidīs
Dīmītrios Emmanouīlidīs (in greco Δημήτριος Εμμανουηλίδης?; Leukara, 24 ottobre 2000) è un calciatore greco, attaccante dell'Asteras Tripolīs.

## Caratteristiche tecniche
È un esterno offensivo destro veloce e dotato di buona progressione palla al piede.

## Carriera
Cresciuto nel settore giovanile del Panathīnaïkos, ha esordito in prima squadra il 29 novembre 2017 disputando l'incontro di Kypello Ellados pareggiato 1-1 contro il Panachaïkī. Il 21 agosto 2019 è stato ceduto in prestito stagionale al Paniōnios.

## Statistiche
Statistiche aggiornate al 3 febbraio 2020.

### Presenze e reti nei club
| Stagione        | Squadra         | Campionato      | Campionato | Campionato | Coppe nazionali | Coppe nazionali | Coppe nazionali | Coppe continentali | Coppe continentali | Coppe continentali | Altre coppe | Altre coppe | Altre coppe | Totale | Totale | Totale |
| Stagione        | Squadra         | Comp            | Pres       | Reti       | Comp            | Pres            | Reti            | Comp               | Pres               | Reti               | Comp        | Pres        | Reti        | Pres   | Reti   |        |
| --------------- | --------------- | --------------- | ---------- | ---------- | --------------- | --------------- | --------------- | ------------------ | ------------------ | ------------------ | ----------- | ----------- | ----------- | ------ | ------ | ------ |
| 2017-2018       | Panathīnaïkos   | SL              | 1          | 0          | CG              | 1               | 0               | UEL                | 0                  | 0                  |             | -           | -           | 2      | 0      |        |
| 2018-2019       | Panathīnaïkos   | SL              | 11         | 2          | CG              | 5               | 2               |                    | -                  | -                  |             | -           | -           | 16     | 4      |        |
| 2019-2020       | Paniōnios       | SL              | 13         | 3          | CG              | 4               | 2               |                    | -                  | -                  |             | -           | -           | 17     | 5      |        |
| Totale carriera | Totale carriera | Totale carriera | 25         | 5          |                 | 10              | 4               |                    | 0                  | 0                  |             | -           | -           | 35     | 9      |        |